# USS Batfish (SS-310)
Lo USS Batfish (hull classification symbol SS-310) è stato un sommergibile della United States Navy, appartenente alla classe Balao.
Entrato in servizio nell'agosto 1943, partecipò alla seconda guerra mondiale nel teatro del Pacifico contro i giapponesi: tra i suoi successi figurano gli affondamenti del cacciatorpediniere Samidare (26 agosto 1944) e dei sommergibili RO-115 (10 febbraio 1945), RO-112 (11 febbraio 1945) e RO-113 (13 febbraio 1945); posto in riserva alla fine del conflitto, il battello fu riattivato nel 1952 per servire come unità d'addestramento, venendo definitivamente radiato dal servizio il 1º novembre 1969. Dal 18 febbraio 1972 lo scafo è impiegato come nave museo a Muskogee in Oklahoma